# Információtudomány

Különféle módszertani megközelítések vizualizálása a metaadat-területekhez való betekintéshez.

Az információtudomány (más néven információs tanulmányok) egy akadémiai terület, amely az információ elemzésével, gyűjtésével, osztályozásával, manipulálásával, tárolásával, visszakeresésével, mozgásával, terjesztésével és védelmével foglalkozik. A területen dolgozó szakemberek a tudás szervezetekbeli alkalmazását és felhasználását tanulmányozzák, továbbá az emberek, szervezetek és a meglévő információs rendszerek közötti interakciókat vizsgálják azzal a céllal, hogy létrehozzák, helyettesítsék, javítsák vagy megértsék ezeket az információs rendszereket.
Történelmileg az információtudományt (informatikát) a számítástechnikával, az adattudománnyal, a pszichológiával, a technológiával, a könyvtártudománnyal, az egészségüggyel és a hírszerző ügynökségekkel társították. Az információtudomány azonban számos olyan területet is magába foglal, mint például a levéltári tudomány, a kognitív tudomány, a kereskedelem, a jog, a nyelvészet, a muzeológia, a menedzsment, a matematika, a filozófia, illetve a közpolitika és a társadalomtudományok .

## Alapok

### Hatáskör és megközelítés
Az információtudomány arra összpontosít, hogy a problémákat az érdekelt felek szemszögéből megértse, majd szükség szerint alkalmazza az információs és egyéb technológiákat. Más megfogalmazásban, először a rendszerszintű problémákat kezeli, nem pedig a rendszeren belüli egyes technológiai problémákkal foglalkozik. Ebből a szempontból az információtudomány a technológiai determinizmusra adott válasznak tekinthető, vagyis  hogy a technológia „saját törvényei szerint fejlődik, saját lehetőségeit valósítja meg, amelynek csak a rendelkezésre álló anyagi erőforrások és a fejlesztők kreativitása szab határt. Ezért úgy kell tekinteni, mint egy autonóm rendszerre, amely irányítja és végső soron áthatja a társadalom összes többi alrendszerét."
Sok egyetemen osztályok, tanszékek vagy iskolák foglalkoznak az információtudomány tanulmányozásával, miközben számos információtudománnyal foglalkozó tudós dolgozik olyan területeken, mint a kommunikáció, az egészségügy, a számítástechnika, a jog és a szociológia . Számos intézmény alakított I-Iskolai Képviselőcsoportot (lásd az I-Iskolák listája). Ezeken kívül más intézményeknek is van átfogó információs központja.
Az információtudomány által felvetett problémák (2013-ig bezárólag)
- Ember-számítógép interakció a tudomány számára
- Csoportmunka
- A szemantikus web
- Értékérzékeny design
- Iteratív tervezési folyamatok
- Az emberek információszerzésének,  ezek felhasználásának módjai

### Definíciók
Az „információtudomány” kifejezés első ismert használata 1955-ben volt. Az információtudomány korai meghatározása (1968-ig nyúlik vissza, amikor az Amerikai Dokumentációs Intézet átnevezte magát Amerikai Információtudományi és Technológiai Társaságnak) az alábbit mondja ki:
"Az információtudomány az a tudományág, amely az információ tulajdonságait és viselkedését, az információáramlást irányító erőket és az információfeldolgozás eszközeit vizsgálja az optimális hozzáférhetőség és használhatóság érdekében. Az információ keletkezésével, gyűjtésével, szervezésével, tárolásával, visszakeresésével, értelmezésével, továbbításával, átalakításával és felhasználásával kapcsolatos tudásanyaggokkal foglalkozik. Ez magában foglalja az információk hitelességét mind a természetes, mind a mesterséges rendszerekben, a hatékony üzenetátvitelt szolgáló kódok használatát, valamint az információfeldolgozó eszközök és technikák, például számítógépek és programozási rendszereik tanulmányozását. Ez egy tudományközi tudomány, amely olyan területekről származik, mint a matematika, a logika, a nyelvészet, a pszichológia, a számítástechnika, az operációkutatás, a grafika, a kommunikáció, a menedzsment és más hasonló területek. Egyszerre van benne egy tiszta tudományos komponens, amely a témában az alkalmazásától függetlenül érdeklődik, és egy alkalmazott tudományos komponens, amely szolgáltatásokat és termékeket fejleszt." (Borko 1968)   .

#### Kapcsolódó kifejezések
Egyes szerzők az informatikát az információtudomány szinonimájaként használják. Ez különösen igaz az AI Mihajlov és más szovjet szerzők által az 1960-as évek közepén kidolgozott műveletek tekintetében. A Mihajlov iskola az informatikát a tudományos információk tanulmányozásával kapcsolatos tudományágnak tekintette. Az informatika nehezen definiálható pontosan a terület gyorsan fejlődő és interdiszciplináris jellege miatt. Az informatikai akadémiai programokban megjelennek az adatokból értelmes információ levezetésére használt eszközök jellegétől függő definíciók.
A regionális különbségek és a nemzetközi terminológia bonyolítja a problémát. Néhány ember úgy gondolja, hogy a manapság „informatikának” nevezett tudományt egykor „információtudománynak” nevezték – legalábbis olyan területeken, mint az orvosi informatika. Például amikor a könyvtártudósok az „Információtudomány” kifejezést is használni kezdték munkájukra, megjelent az „informatika” kifejezés:
- az Egyesült Államokban az informatikusok válaszaként, hogy megkülönböztessék munkájukat a könyvtártudománytól
- Nagy-Britanniában az információtudomány egy olyan elnevezése, amely természetes, valamint mesterséges vagy mérnöki információfeldolgozó rendszereket vizsgál

Az „információs tanulmányok” szinonimájaként tárgyalt másik kifejezés az „ információs rendszerek ”. Brian Campbell Vickery Information Systems (1973) az információs rendszereket az IS-en belül helyezte el. Ellis, Allen & Wilson (1999) ezzel szemben bibliometrikus vizsgálatot nyújtottak, amely két különböző terület, az információtudomány és az információs rendszerek közötti kapcsolatot írja le.

### Az információ filozófiája
Az információfilozófia a pszichológia, a számítástechnika, az információs technológia és a filozófia metszéspontjában felmerülő fogalmi kérdéseket vizsgálja. Magában foglalja az információ fogalmi természetének és alapelveinek vizsgálatát, ideértve dinamikáját, felhasználását és tudományait, valamint információelméleti és számítási módszertanok kidolgozását és alkalmazását filozófiai problémáira.

### Ontológia
Az ontológia formálisan a tudást egy tartományon belüli fogalmak halmazaként, illetve azon fogalmak közötti kapcsolatokként határozza meg. Ez egyiránt igaz a tudományra és az információtudományra. Használható a tartományon belüli entitások érvelésére, és használható a tartomány leírására.
Pontosabban, az ontológia a világ leírására szolgáló modell, amely típusok, tulajdonságok és kapcsolattípusok halmazából áll. Az, hogy pontosan mit állnak rendelkezésre ezek közül, változó, de ezek az ontológia alapvető elemei. Általában azt is elvárják, hogy a valós világ és az ontológiában szereplő modell jellemzői között szoros hasonlóság legyen.
Elméletileg az ontológia "egy közös fogalomalkotás formális, explicit specifikációja". Az ontológia megosztott szókincset és taxonómiát képez, amely egy tartományt modellez az objektumok és/vagy fogalmak, valamint tulajdonságaik és kapcsolataik meghatározásával.
Az ontológiák az információk rendszerezésének strukturális keretei, és a mesterséges intelligencia, a szemantikus web, a rendszertervezés, a szoftverfejlesztés, az orvosbiológiai informatika, a könyvtártudomány, a vállalati könyvjelzők és az információs architektúra területén használatosak a világról vagy annak bizonyos részeiről szóló tudás reprezentációjaként . azt. A tartományontológiák létrehozása szintén elengedhetetlen a vállalati architektúra keretrendszerének meghatározásához és használatához.

## Karrierek

### Információs tudós
Az információtudós olyan személy, aki általában megfelelő egyetemi végzettséggel vagy magas szintű tárgyi tudással rendelkezik. Célzott információkat nyújt a tudományos és műszaki kutatóknak, illetve a tantárgy oktatóinak és a tudományos köröknek. Az ipari "információs szakember/tudós" és az akadémiai információs tantárgy specialista általában hasonló tárgyi háttérképzéssel rendelkezik, de az akadémiai pozíció betöltőjének második felsőfokú végzettséggel kell rendelkeznie információs és könyvtártudományi szakon a tárgybeli mesterképzés mellett. A cím az információtudományi kutatást végző személyre is vonatkozik.

### Rendszerelemző
A rendszerelemző az egyedi igények szerint kialakított információs rendszerek létrehozásán, tervezésén és fejlesztésén dolgozik. A rendszerelemzők gyakran egy vagy több vállalkozással dolgoznak együtt a szervezeti folyamatok és az információhoz való hozzáférés technikáinak értékelése és megvalósítása érdekében, a szervezet(ek)en belüli hatékonyság és termelékenység javítása érdekében.

### Információs szakember
Az információs szakember megőrzi, rendszerezi és terjeszti az információt. Az információs szakemberek jártasak a rögzített ismeretek rendszerezésében és visszakeresésében. Hagyományosan nyomtatott anyagokkal dolgoznak, de ezeket a készségeket egyre inkább használják elektronikus, vizuális, hang- és digitális anyagoknál. Az információs szakemberek számos állami, magán-, nonprofit és akadémiai intézményben dolgoznak, de a szervezeti és ipari környezetben is megtalálhatóak. Általában olyan beosztásban találhatóak, amelyek magukban foglalják a rendszertervezést és -fejlesztést, valamint a rendszerelemzést.

## Történelem

### Korai kezdetek

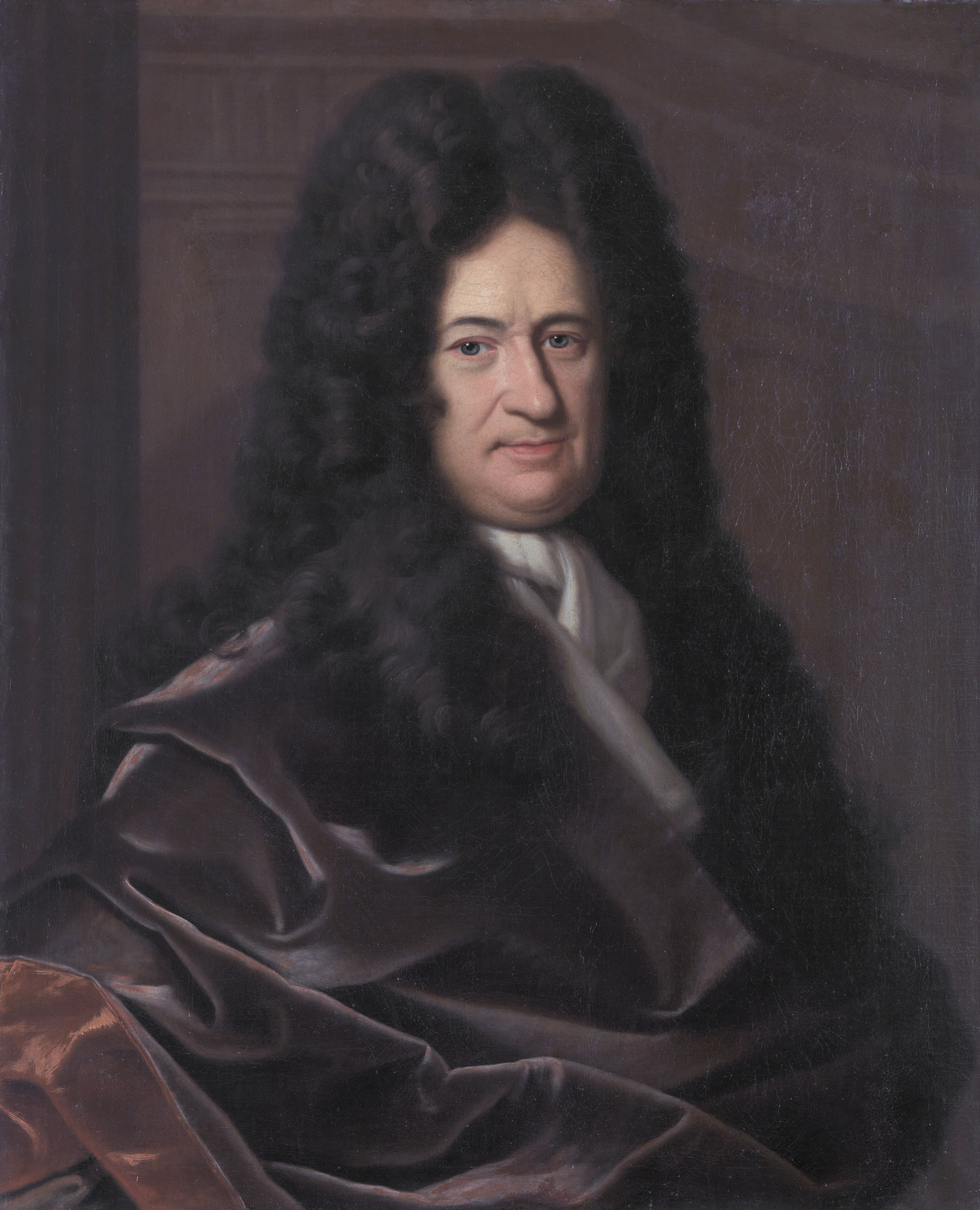
Gottfried Wilhelm Leibniz, német polihisztor, aki elsősorban latinul és franciául írt. A metafizika, a matematika és a teodicia voltak a szakterüketei.

Az információtudomány és a vele járó  információgyűjtés, osztályozás, manipuláció, tárolás, visszakeresés és terjesztés az emberi tudás közös állományából ered. Az információelemzést már az Asszír Birodalom idejében is végezték a kultúrális értéktárak megjelenésével,amik a ma könyvtárak és archívumok elődjei voltak. Az intézményekben  az információtudomány a 19. században jelent meg sok más társadalomtudományi tudományág mellett. Tudományként azonban intézményi gyökereit a tudománytörténetben találta meg, kezdve a Philosophical Transactions első számainak megjelenésével, amelyet az első tudományos folyóiratnak tartanak, 1665-ben a Royal Society (London) kiadásában.
A tudomány intézményesülése a 18. században történt meg. 1731-ben Benjamin Franklin megalapította a philadelphiai Library Company-t, az első olyan könyvtárat amelyet magánemberek üzemeltettek, és amely gyorsan túllépett a könyvek birodalmán. A tudományos kísérletezés központjává vált, amely nyílt  tudományos kísérleteket és nyilvános kiállításoknak adott otthont. Benjamin Franklin beruházott egy Massachusetts-i városba ahová egy olyan könyvgyűjteményt adott, amelyet a városlakók szavaztak meg, hogy mely könyvekből álljanak és így mindenki számára ingyenesen hozzáférhetővé tegye ezeket. Így megalkotta az Egyesült Államok első nyilvános könyvtárát . Az Academie de Chirurgia ( Párizs ) 1736-ban adta ki a Memoires pour les Chirurgiens című folyóiratot, amelyet általában az első orvosi folyóiratnak tartanak. Az Amerikai Filozófiai Társaságot a Royal Society ( London ) mintájára Philadelphiában alapították 1743-ban. Mivel számos más tudományos folyóirat és társaság jött létre, Alois Senefelder 1796-ban kidolgozta a litográfia koncepcióját Németországban így gyorsítva a tömeges nyomtatási munkákat.

### 19. század

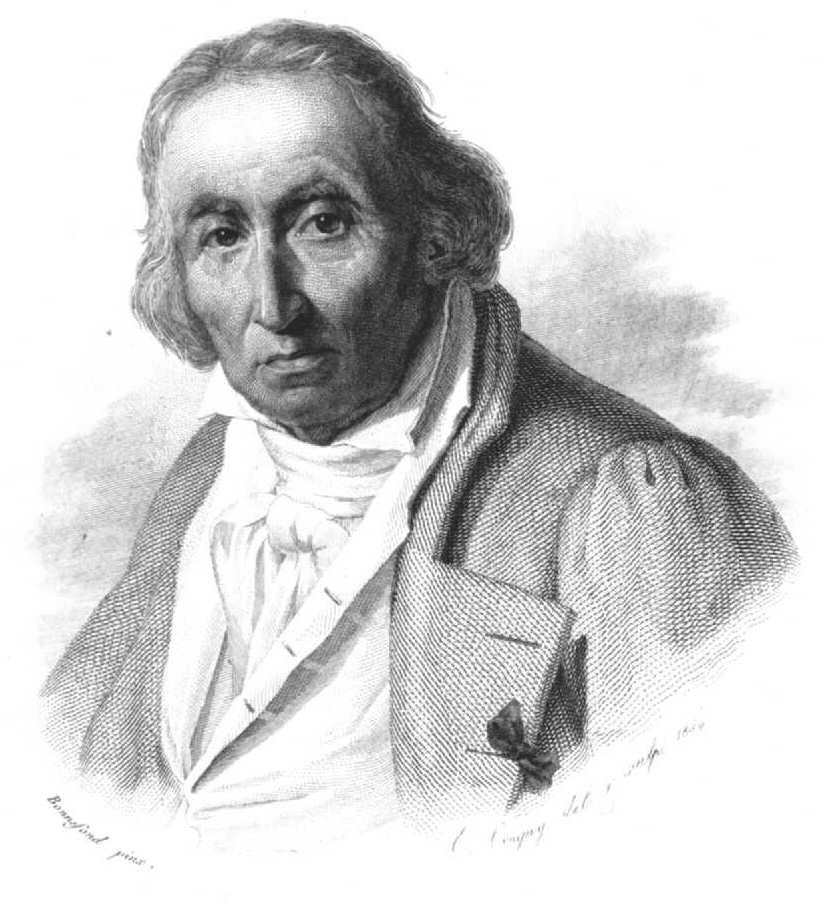
Joseph Marie Jacquard

A 19. századra mutatta azokat az első jeleket az információtudomány, hogy különálló a más tudományoktól és társadalomtudományoktól, de a kommunikációval és a számítással összefüggésben áll. 1801-ben Joseph Marie Jacquard feltalált egy lyukkártya-rendszert a franciaországi szövőgép vezérlésére. Ez volt a "mintázatok memóriájában tárolt" rendszer első használata. Ahogy az 1820-as és 1830-as években megjelentek a kémiai folyóiratok, Charles Babbage 1822-ben kifejlesztette "differenciálgépet", amely az első lépés a modern számítógép felé, 1834-re pedig az "analitikai gépet". 1843-ban Richard Hoe kifejlesztette a forgóprést, és 1844-ben Samuel Morse küldte az első nyilvános távíró üzenetet. 1848-ra William F. Poole elindítja az Index to Periodical Literature-t, az első általános periodikus irodalmi indexet az Egyesült Államokban.
1854-ben George Boole kiadta az An Investigation into Laws of Thought... című könyvet, amely lefekteti a Boole-algebra alapjait, amelyet később az információkeresésben használnak. 1860-ban egy gyűlést tartottak a Karlsruhe Technische Hochschule-ban, hogy megvitassák a kémia szisztematikus és racionális nómenklatúra létrehozásának megvalósíthatóságát. A kongresszus nem hozott döntő eredményt, de több kulcsfontosságú résztvevő hazatért Stanislao Cannizzaro vázlatával (1858), amely végül meggyőzi őket az atomtömeg-számítási séma érvényességéről.
1865-ben a Smithsonian Intézet elindította katalógusát amelyben az aktuális tudományos közleményeket gyűjtötték, amely 1902-ben a Tudományos Lapok Nemzetközi Katalógusa nevet kapta. A következő évben a Royal Society megkezdte "Catalogue of Papers" c. kiadványának kiadását Londonban. 1868-ban Christopher Sholes, Carlos Glidden és SW Soule elkészítette az első, a napjainkban ismert írógépet . 1872-ben Lord Kelvin kifejlesztett egy analóg számítógépet az árapály előrejelzésére, és 1875-re Frank Stephen Baldwin megkapta az első amerikai szabadalmat egy olyan számológépre, amely négy aritmetikai funkciót tudott végrehajtani. Alexander Graham Bell és Thomas Edison 1876-ban, illetve 1877-ben találta fel a telefont és a fonográfot. Philadelphiában megalapították az American Library Association-t . 1879-ben az Index Medicust először az amerikai hadsereg adta ki, John Shaw Billings könyvtárossal, majd a könyvtár kiadja az index katalógust, amely az orvosi irodalom legteljesebb katalógusaként szerzett nemzetközi hírnevet.

### Európai életútja
A dokumentációtudomány tudománya, amely a modern információtudomány legkorábbi elméleti alapjait jelenti, a 19. század végén alakult ki Európában. Ezzel egyidőben számos további tudományos jegyzék jött létre, amelyek célja a tudományos irodalom rendszerezése volt. Sok történész említi Paul Otlet-t és Henri La Fontaine-t az információtudomány atyjaként, méghozzá amiatt a lépésük miatt amikor 1895-ben megalapították a Nemzetközi Bibliográfiai Intézetet (IIB). Az európai dokumentalisták második generációja a második világháború után jelent meg, a legismertebb közülük pedig Suzanne Briet volt. Az „információtudomány” kifejezést azonban nem volt népszerű a tudományos körökben, csak később a 20. század végére kezdik el használni.
A dokumentalisták a technológiák és a technikák irányított és hasznos integrációját helyezték előtérbe a meghatározott célok felé. Otlet és Lafontaine (aki Nobel-díjat kapott 1913-ban) nemcsak a későbbi technikai újításokat képzelte el, hanem az információs és információs technológiák globális vízióját is előrevetítette, amely közvetlenül a globális "információs társadalom" háború utáni vízióihoz kapcsolódik. Otlet és Lafontaine számos szabványosítással, bibliográfiával, nemzetközi egyesületekkel és ennek következtében nemzetközi együttműködéssel foglalkozó szervezetet hozott létre. Ezek a szervezetek alapvető fontosságúak voltak a nemzetközi termelés biztosításában a kereskedelemben, az információban, a kommunikációban és a modern gazdasági fejlődésben, és később olyan intézményekben találták meg végleges formájukat, mint a Nemzetek Szövetsége és az Egyesült Nemzetek Szervezete . Otlet megalkotta az univerzális decimális osztályozást, amely Melville Dewey decimális osztályozási rendszerén alapul. 
Annak ellenére, hogy évtizedekkel a számítógépek és hálózatok megjelenése előtt élt, a leírásai előrevetítették azt, ami végül a World Wide Web lett. Az elképzeléseiben egy óriási tudáshálózatról elmélkedett, amely  a dokumentumokra összpontosított, és magában foglalta a hiperhivatkozásokat, a keresőmotorokat, a távoli hozzáférést és a közösségi hálózatokat .
Otlet nemcsak úgy gondolta, hogy a világ összes tudását össze kell kapcsolni, hogy azt távolról bárki számára elérje, hanem hozzálátott egy strukturált dokumentumgyűjtemény felépítéséhez is. Ez a gyűjtemény szabványosított papírlapokat és kártyákat tartalmazott, amelyeket egy hierarchikus index szerint iktattak, és egyedi tervezésű szekrényekben kaptak helyet. (világszerte különféle forrásokból gyűjtött információkat). Ezek mellett egy kereskedelmi információkereső szolgáltatást is indított (amely az írásos kéréseket az indexkártyákról való releváns információk másolásával válaszolta meg). A szolgáltatás felhasználóit már akkor is figyelmeztették, hogy a lekérdezésük keresésenként több mint 50 találatot eredményezhetett. 1937-re a dokumentáció hivatalosan is intézményesült, amint azt az Amerikai Dokumentációs Intézet (ADI), amelyet később Amerikai Információtudományi és Technológiai Társaságnak neveztek át.

### Átlépés a modern információtudományra

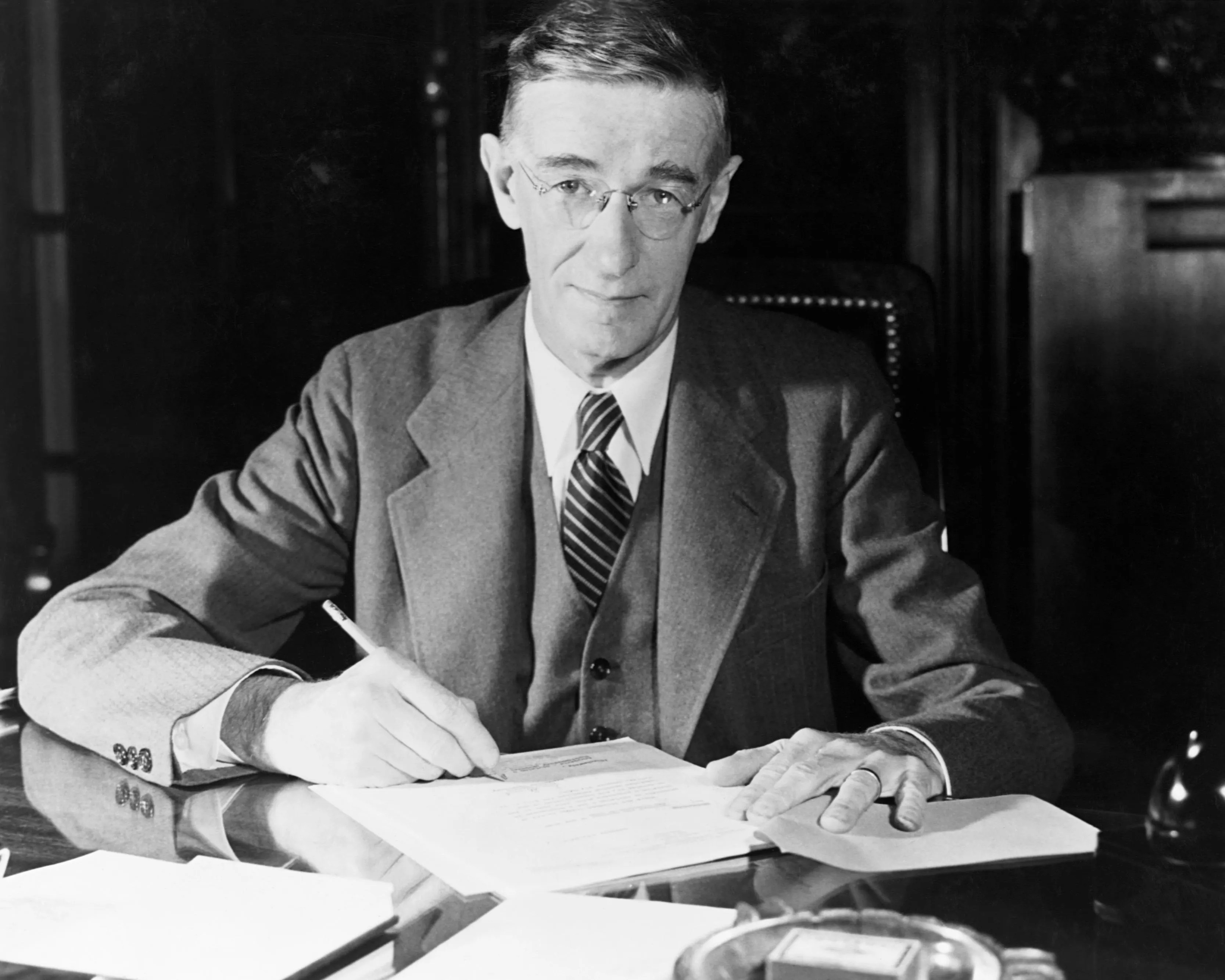
Vannevar Bush, egy híres információtudós, kb. 1940–1944

Az 1950-es évekkel egyre jobban tudatosodtak az automata eszközökben rejlő lehetőségek az irodalom keresésben, valamint az információtárolásban és  ezek visszakeresésében. Ahogy e fogalmak terjedelme és potenciálja növekedett, úgy nőtt az információtudományi érdeklődési körök változatossága is. Az 1960-as és 70-es évekre a kötegelt feldolgozásról az online módokra, a mainframe-ről a mini- és mikroszámítógépekre való áttérés történt. Ezenkívül a tudományágak közötti hagyományos határok halványulni kezdtek, és sok információtudományi tudós csatlakozott más programokhoz. Multidiszciplinárissá váltak azáltal, hogy a tudományok, a bölcsészettudományok és a társadalomtudományok tudományágait, valamint egyéb szakmai programokat, például jogot és orvostudományt beépítettek tantervükbe.
Az 1980-as évekre nagy adatbázisok váltak elérhetővé a felhasználók számára a személyi számítógépükről, mint például a Grateful Med a National Library of Medicine- ben, és a felhasználó-orientált szolgáltatások, mint a Dialog és a Compuserve. Az 1980-as években számos speciális érdekcsoport is megjelent, hogy válaszoljanak a változásokra. Az évtized végére elérhetővé váltak a nem nyomtatott médiával, a társadalomtudományokkal, az energia- és környezetvédelemmel, valamint a közösségi információs rendszerekkel foglalkozó speciális érdekcsoportok. Napjainkban az információtudomány nagyrészt az online adatbázisok technikai alapjait, társadalmi következményeit és elméleti megértését, az adatbázisok kormányzati, ipari és oktatási széleskörű alkalmazását, valamint az internet és a világháló fejlődését vizsgálja.

## Információterjesztés a 21. században

### Változó meghatározás
A disszeminációt a történelem ezen pontjáig egyoldalú információközlésként értelmezték. Az internet megjelenésével és az online közösségek népszerűségének robbanásszerű növekedésével „a közösségi média sok tekintetben megváltoztatta az információs környezetet, és új kommunikációs módokat és új típusú információkat hozott létre”, megváltoztatva a disszemináció értelmezését.  A közösségi hálózatok természete lehetővé teszi az információk gyorsabb terjesztését, mint az eddig ismert szervezeti forrásokon keresztül való terjesztését. Az internet megváltoztatta az információk megtekintésének, felhasználásának, létrehozásának és tárolásának módját; most jött el annak az ideje, hogy újraértékeljük a megosztási és terjesztési módokat.

### A közösségi média hatása az emberekre és az iparra
A közösségi média hálózatok nyitott információs környezetet biztosítanak azoknak a tömegek számára, akiknek korlátozott idejük van, vagy korlátozott hozzáférésük van az információterjesztés hagyományos módjaihoz, ez egy „egyre mobilabb és szociálisabb világ, amely új típusú információs készségeket igényel. A közösségi média integrációja nagyon hasznos és kölcsönösen előnyös eszköz a felhasználók és a szolgáltatók számára. Ezáltal minden nagyobb hírszolgáltató rendelkezik egy hozzáférési ponttal az olyan hálózatokon keresztül, mint a Facebook és a Twitter, így maximalizálva az elérhető közönséget. A közösségi médián keresztül az embereket az általuk ismert emberek irányítják a hírek felé vagy biztosítják információkkal. A "tartalom megosztása, kedvelése és kommentálása" a hagyományos módszereknél tovább növeli az elérését az információknak. Az emberek szeretnek kapcsolatba lépni az új információkkal és hírekkel, szívesen bevonják tudáskörükbe az általuk ismert embereket. A közösségi médián keresztüli megosztás annyira befolyásossá vált napjainkra, hogy a kiadóknak „szépen kell játszaniuk”, ha sikerre vágynak. Bár gyakran kölcsönösen előnyös a kiadók és a Facebook számára, ha „új tartalmat osztanak meg, népszerűsítenek és felfednek”, hogy ezzel javítsák mindkét oldal felhasználói élményét. A közvélemény hatása elképzelhetetlen módon terjedhet. A közösségi média lehetővé teszi az interakciót az egyszerűen megtanulható és hozzáférhető eszközökön keresztül; A Wall Street Journal egy alkalmazást kínál a Facebookon keresztül, a The Washington Post pedig egy lépéssel tovább ment, és egy független közösségi média alkalmazást kínál, amelyet 19,5 millió felhasználó töltött le 6 hónap alatt, bizonyítva, hogy az emberek mennyire érdeklődnek a információ megismerésének új módjai iránt.

### A közösségi média hatalma a témák közzétételében
A közösségi médián keresztül fenntartott kapcsolatok és hálózatok segítenek az információszolgáltatóknak megismerni, hogy mi a fontos az emberek számára. Az emberek világszerte meglévő kapcsolatai soha nem látott sebességű információcserét tesznek lehetővé. Ezért is vették észre az ezekben a hálózatokban rejlő potenciált.  "A legtöbb hírmédia figyeli a Twittert a friss hírekért", valamint a híradók gyakran kérik a közönséget, hogy tweeteljen képeket az eseményekről. Ezen megosztott információk felhasználói éppen ezért megszerezték a "véleményformáló és napirend-formáló " erőt. Ezért is ismerték fel ennek az információs csatornának a hasznosságát abban, hogy célzott tájékoztatást tudjanak nyújtani a közigénynek.

## Kutatási vektorok és alkalmazásaik

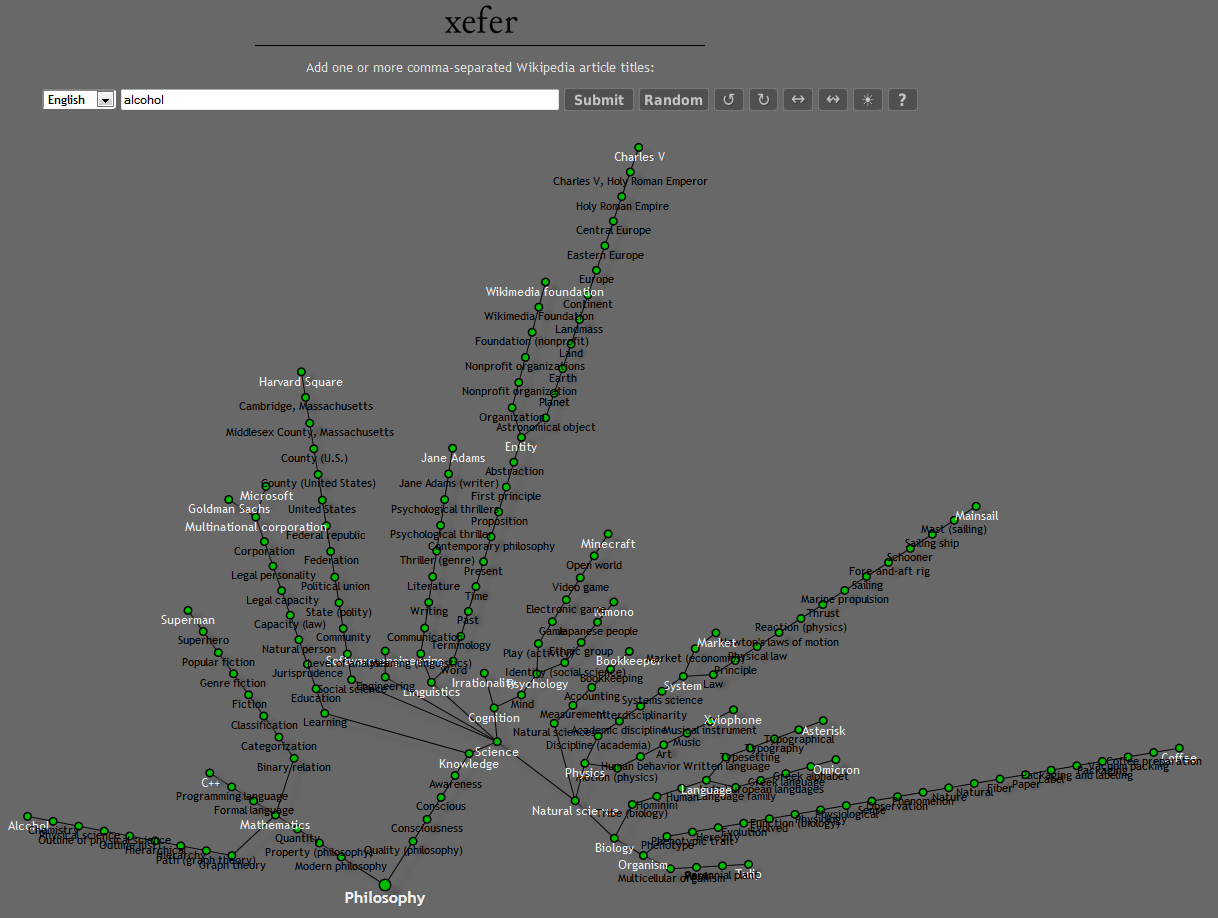
Ez a grafikon a Wikipédia- cikkek közötti hivatkozásokat mutatja. Az információtudomány magában foglalja annak tanulmányozását, hogy a témák hogyan kapcsolódnak egymáshoz, és hogyan viszonyulnak az olvasók a fogalmak egymáshoz.

A következő területek néhányak azok közül, amelyeket az információtudomány vizsgál és feltár.

### Információ hozzáférés
Az információhoz való hozzáférés egy kutatási terület az informatika, az információtudomány, az információbiztonság, a nyelvtechnológia és a számítástechnika metszéspontjában. Az információ-hozzáférési kutatás célja a nagy és nehézkes információmennyiség feldolgozásának automatizálása és a feldolgozott adatok hozzáférésének egyszerűsítése. Mi a helyzet a jogosultságok kiosztásával és az illetéktelen felhasználók hozzáférésének korlátozásával? A hozzáférés mértékét az információhoz biztosított engedély szintjén kell meghatározni. Az alkalmazható technológiákhoz tartozik az információkeresés, a szövegbányászat, a szövegszerkesztés, a gépi fordítás és a szövegek kategorizálása. A beszélgetésekben az információhoz való hozzáférést gyakran úgy határozzák meg, mint az információkhoz való szabad, zárt vagy nyilvános adatokhoz való hozzáférés biztosítását. Ez a szerzői jogról, a szabadalmi jogról és a közkincsről szóló vitákban is felmerül. A közkönyvtáraknak erőforrásokra van szükségük ahhoz, hogy az információbiztonsággal kapcsolatos ismereteket nyújtsanak.

### Információs architektúra
Az információs architektúra (IA) a webhelyek, intranetek, online közösségek és szoftverek szervezésének és címkézésének művészete és tudománya a használhatóság támogatása érdekében. Ez egy feltörekvő tudományág amelynek középpontjában a tervezés és az arhitectúra elveinek az összehozása áll a "digitális tájon". Jellemzően az információ egy modelljét vagy koncepcióját foglalja magában, amelyet olyan tevékenységekre használnak és alkalmaznak, amelyek az összetett információs rendszerek explicit részleteit igénylik. Ezek közé a tevékenységek közé tartozik a könyvtári rendszerek és az adatbázisok fejlesztése.

### Információ menedzsment
Az információkezelés (IM) egy vagy több forrásból származó információk összegyűjtése és kezelése, valamint ezen információk elosztása egy vagy több közönség számára. Ez időnként azokat érinti, akiknek érdekeltségük, vagy joguk van ezekhez az információkhoz. A menedzsment az információ szerkezetének, feldolgozásának és átadásának megszervezését és ellenőrzését jelenti. Az 1970-es években ez nagyrészt az aktákra, az akták karbantartására, valamint a papíralapú fájlok, egyéb adathordozók és iratok életciklus-kezelésére korlátozódott. Az informatika1970-es években kezdődő térhódításával az információkezelési munkakör új megvilágításba került, és az adatkezelés területét is magába foglalta.

### Információ visszanyerés
Az információ visszanyerés (Information retrieval,IR) a dokumentumok, a dokumentumokon belüli információk és a dokumentumokkal kapcsolatos metaadatok keresésével, valamint a strukturált tárolókban, relációs adatbázisokban és a világhálón való kereséssel foglalkozó kutatási terület. Az automatizált információ-visszakereső rendszereket az úgynevezett "információs túlterhelés" csökkentésére használják. Számos egyetem és közkönyvtár IR-rendszereket használ a könyvekhez, folyóiratokhoz és egyéb dokumentumokhoz való hozzáférés biztosítására. A webes keresőmotorok a leglátványosabb IR alkalmazások.
Az információ-visszakeresési folyamat akkor kezdődik, amikor a felhasználó lekérdezést ír be a rendszerbe. A lekérdezések az információs igények formális nyilatkozatai, például keresési karakterláncok a webes keresőmotorokban. Az információ-visszakeresés során a lekérdezés nem azonosít egyedileg egyetlen objektumot a gyűjteményben. Ehelyett több objektum is megfelelhet a lekérdezésnek, esetleg eltérő relevanciafokokkal.
Az objektum egy olyan entitás, amelyet egy adatbázisban lévő információ reprezentál. A felhasználói lekérdezések az adatbázis információival szemben összehasonlításra kerülnek. Az alkalmazástól függően az objektumok lehetnek például szöveges dokumentumok, képek, hanganyagok, gondolattérképek  vagy videók. Magukat a dokumentumokat gyakran nem közvetlenül az IR rendszerben tárolják, hanem dokumentumok helyettesítői vagy metaadatok képviselik őket a rendszerben.
A legtöbb IR rendszer numerikus pontszámot számít ki arra vonatkozóan, hogy az adatbázisban lévő egyes objektumok mennyire felelnek meg a lekérdezésnek, és ennek az értéknek megfelelően rangsorolja a találatokat. A legmagasabb rangú találatok ezután megjelennek a felhasználó számára. A folyamat ezután megismételhető, ha a felhasználó finomítani kívánja a lekérdezést.

### Információkeresés
Az információkeresés az a folyamat vagy tevékenység, amely során megkísérelnek információt szerezni akár emberi akár technológiai kontextusban. Az információkeresés az információkereséshez (IR) kapcsolódik, de különbözik attól.
A könyvtár- és információtudományi (LIS) kutatások nagy része a szakmai munka különböző területein dolgozó szakemberek információszerzési gyakorlatára összpontosított. Tanulmányokat végeztek a könyvtárosok, akadémikusok, egészségügyi szakemberek, mérnökök és jogászok(többek között) információszerzési magatartásáról. A kutatás nagy része Leckie, Pettigrew (most már Fisher) és Sylvain munkájára támaszkodik, akik 1996-ban kiterjedt áttekintést végeztek a LIS szakirodalmáról (valamint más akadémiai területek szakirodalmáról) a szakemberek információkeresésével kapcsolatban. A szerzők a szakemberek információszerzési magatartásának analitikus modelljét javasolták, amelynek célja az volt, hogy a szakmák között általánosítható legyen, így platformot biztosítson a terület jövőbeli kutatásaihoz. A modell célja az volt, hogy "új belátásra ösztönözzön... és finomított valamint alkalmazhatóbb információkeresési elméleteket hozzon létre” (Leckie, Pettigrew & Sylvain 1996). A modellt Wilkinson (2001) adaptálta  aki az ügyvédek információszerzésének modelljét javasolja. A témában készült legújabb tanulmányok amelyek az információgyűjtés koncepciójával foglalkoznak, azt mondják ki, hogy "tágabb perspektívát biztosít, amely jobban illeszkedik a szakemberek munkával kapcsolatos készségeihez és valóságához". (Solomon & Bronstein 2021).

### Információs társadalom
Az információs társadalom olyan társadalom, ahol az információ létrehozása, terjesztése, felhasználása, integrálása és manipulálása fontos gazdasági, politikai és kulturális tevékenység. Az információs társadalom célja a nemzetközi versenyelőny megszerzése az informatika kreatív és produktív felhasználásával. A tudásgazdaság annak gazdasági megfelelője, ahol a jólét a gazdaság megértése és kiaknázása révén jön létre. Azokat az embereket, akiknek módjukban áll részt venni a társadalom ezen formájában, néha digitális állampolgároknak nevezik.
Alapvetően az információs társadalom az információ egyik helyről a másikra jutásának eszköze (Wark 1997). Ahogy a technológia az idők során egyre fejlettebbé vált, úgy az a mód is, ahogyan ezen információkat egymás között megosztják.
Az információs társadalom elmélete azt vizsgálja, hogy mi is az információ szerepe illetve mi az információs technológia társadalomban betöltött szerepe. Továbbá, hogy mely kulcsfogalmak segítségével jellemezzük a kortárs társadalmat, és hogyan definiáljuk ezeket a fogalmakat. A kortárs szociológia sajátos ágává vált.
Az információs társadalom egyre népszerűbbé válik a kutatások terén. Sokan elkötelezték magukat amellett, hogy lehetőséget biztosítanak bárkinek arra, hogy INGYENES, minőségi "átképzést" kezdjen a kibertérben. Az elkötelezettség része a kreatív egyének és/vagy innovatív intézmények által a kibertérben közzétett kutatások illetve az információk hálózatba foglalása.

### Tudásreprezentáció és érvelés
A tudásreprezentáció (Knowledge representation, KR) a mesterséges intelligencia kutatásának egyik területe, amelynek célja a tudás szimbólumokban való megjelenítése, hogy megkönnyítse az ezekből a tudáselemekből való következtetést, ezáltal új tudáselemeket hozva létre. A KR megkülönböztethető a mögöttes tudásmodelltől vagy tudás bázisrendszertől (angolul: knowledge base system, KBS), mint egy szemantikai hálózattól.
A tudásreprezentáció (KR) kutatása annak elemzését foglalja magában, hogy hogyan lehet pontosan és hatékonyan érvelni, illetve hogyan lehet a legjobban használni egy szimbólumkészletet egy tudástartományon belüli tényhalmaz ábrázolására. Egy szimbólum jegyzék és egy logikai rendszer kombinálódik, hogy a KR elemeire vonatkozó következtetéseket lehessen levonni ahhoz, hogy új KR-mondatokat hozhassanak létre. A logikát arra használják, hogy szemantikát adjon arról, hogyan kell az érvelési függvényeket alkalmazni a szimbólumokra a KR rendszerben. A logikát annak meghatározására is használják, hogy az operátorok hogyan dolgozhatják fel és formálhatják át a tudást. Példák operátorokra és műveletekre: tagadás, konjunkció, határozószók, melléknevek, kvantorok. A logika az interpretációs helyzet. Ezek az elemek – szimbólumok, operátorok és interpretációs helyzet – azok, amelyek a szimbólumsorozatoknak adnak jelentést egy KR-ben.

## Fordítás
- Ez a szócikk részben vagy egészben  az   Information science című angol Wikipédia-szócikk ezen változatának fordításán alapul.  Az eredeti cikk szerkesztőit annak laptörténete sorolja fel. Ez a jelzés csupán a megfogalmazás eredetét és a szerzői jogokat jelzi, nem szolgál a cikkben szereplő információk forrásmegjelöléseként.

## További irodalom
- Khosrow-Pour, Mehdi. Encyclopedia of Information Science and Technology. Idea Group Reference (2005. március 22.). ISBN 978-1-59140-553-5
- Borko (1968). „Information science: What is it?”. American Documentation 19 (1), 3–5. o, Kiadó: Wiley. DOI:10.1002/asi.5090190103. ISSN 0096-946X.